# Lois Abbingh
Lois Abbingh (ur. 13 sierpnia 1992 w Groningen) – holenderska piłkarka ręczna, reprezentantka kraju, grająca na pozycji lewej rozgrywającej. Obecnie występuje we norweskiej drużynie w Vipers Kristiansand.

## Sukcesy reprezentacyjne

### Juniorskie
- Mistrzostwa Świata U18:
  -  2010
- Mistrzostwa Europy U19:
  -  2011

### Seniorskie
- Mistrzostwa Świata:
  -  2015
  -  2017
- Mistrzostwa Europy:
  -  2016
  -  2018

## Sukcesy klubowe
- Mistrzostwa Rumunii:
  -  2014-2015, 2015-2016 (HCM Baia Mare)
- Mistrzostwa Francji:
  -  2016-2017 (Issy Paris Hand)

## Nagrody indywidualne
- 2010 – najlepsza strzelczyni Mistrzostw Świata U18 (Dominikana)
- 2011 – najlepsza strzelczyni Mistrzostw Europy U19 (Holandia)
- 2017 – najlepsza lewa rozgrywająca Mistrzostw świata (Niemcy)